# Leandro Ciccolini
Leandro Alberto Ciccolini (Buenos Aires, Argentina; 22 de abril de 1995) es un futbolista argentino. Juega de delantero o mediocampista y su equipo actual es Chacarita Juniors de la Primera Nacional de Argentina.

## Trayectoria
Ciccolini comenzó su carrera en el Defensores de Belgrano de la Primera B Metro. Pasó luego por Unión Comercio del Perú, y Juventud Unida (SL) y San Miguel del ascenso argentino.
El 15 de julio de 2021, Ciccolini fichó con el Gimnasia y Esgrima de Mendoza de la segunda división.
En enero de 2023, fue cedido al Central Córdoba (SdE) de la Primera División de Argentina.
El junio de 2023 se une a San Martín de Tucumán para disputar la segunda parte del Campeonato de Primera Nacional 2023, cedido por Gimnasia y Esgrima de Mendoza.

## Estadísticas

### Clubes
| Defensores de Belgrano Argentina | 3.ª           | 2016          | 6   | 0  | — | — | 6   | 0  | 0.00 |
| Defensores de Belgrano Argentina | 3.ª           | 2016-17       | 1   | 0  | — | — | 1   | 0  | 0.00 |
| Defensores de Belgrano Argentina | 3.ª           | 2017-18       | 5   | 0  | — | — | 5   | 0  | 0.00 |
| Defensores de Belgrano Argentina | Total club    | Total club    | 12  | 0  | 0 | 0 | 12  | 0  | 0.00 |
| Unión Comercio · Perú            | 1.ª           | 2019          | 11  | 0  | — | — | 11  | 0  | 0.00 |
| Unión Comercio · Perú            | Total club    | Total club    | 11  | 0  | 0 | 0 | 11  | 0  | 0.00 |
| Juventud Unida (SL) Argentina    | 3.ª           | 2019-20       | 12  | 0  | — | — | 12  | 0  | 0.00 |
| Juventud Unida (SL) Argentina    | Total club    | Total club    | 12  | 0  | 0 | 0 | 12  | 0  | 0.00 |
| San Miguel Argentina             | 3.ª           | 2021          | 14  | 3  | — | — | 14  | 3  | 0.21 |
| San Miguel Argentina             | Total club    | Total club    | 14  | 3  | 0 | 0 | 14  | 3  | 0.21 |
| Gimnasia (M) Argentina           | 2.ª           | 2021          | 13  | 0  | — | — | 13  | 0  | 0.00 |
| Gimnasia (M) Argentina           | 2.ª           | 2022          | 36  | 6  | 1 | 0 | 37  | 6  | 0.21 |
| Gimnasia (M) Argentina           | 2.ª           | 2024          | 37  | 4  | 2 | 0 | 39  | 4  | 0.10 |
| Gimnasia (M) Argentina           | Total club    | Total club    | 89  | 10 | 3 | 0 | 92  | 10 | 0.11 |
| Central Córdoba (SdE) Argentina  | 1.ª           | 2023          | 4   | 0  | — | — | 4   | 0  | 0.00 |
| Central Córdoba (SdE) Argentina  | Total club    | Total club    | 4   | 0  | 0 | 0 | 4   | 0  | 0.00 |
| San Martín (T) Argentina         | 2.ª           | 2023          | 14  | 0  | 1 | 0 | 15  | 0  | 0.00 |
| San Martín (T) Argentina         | Total club    | Total club    | 14  | 0  | 1 | 0 | 15  | 0  | 0.00 |
| Total carrera                    | Total carrera | Total carrera | 156 | 13 | 4 | 0 | 160 | 13 | 0.08 |
| 1. 2.                            |               |               |     |    |   |   |     |    |      |